# The Giver (Reprise)
The Giver (Reprise) (literalmente O doador (reprise) em português) é uma canção do DJ produtor britânico de deep house Duke Dumont. Foi lançada como uma descarga digital no Reino Unido em 14 de junho de 2015. A canção foi escrita por Adam Dyment, Byron stingily, Hal Ritson, Byron Burke, Kelli-Leigh Henry-Davila e produzido por Duke Dumont. A canção atingiu o pico de número 32 no UK Singles Chart. A música original foi lançada em 2012.

## Faixas
| Digital download |                       |         |  |
| N.º              | Título                | Duração |  |
| 1.               | "The Giver (Reprise)" | 3:15    |  |

## Desempenho nas paradas
| Parada (2015)                                     | Melhor posição |
| ------------------------------------------------- | -------------- |
| Escócia (Scottish Singles Chart)                  | 21             |
| Reino Unido (UK Dance Chart)                      | 8              |
| Reino Unido (UK Singles Chart)                    | 32             |
| Estados Unidos (Billboard Dance/Electronic Songs) | 40             |
| Estados Unidos (Billboard Dance Club Songs)       | 1              |

## Histórico de lançamento
| Região      | Data                | Formato          | Gravadora |
| ----------- | ------------------- | ---------------- | --------- |
| Reino Unido | 14 de junho de 2015 | Descarga digital | Turbo     |